# Jan van Weyde

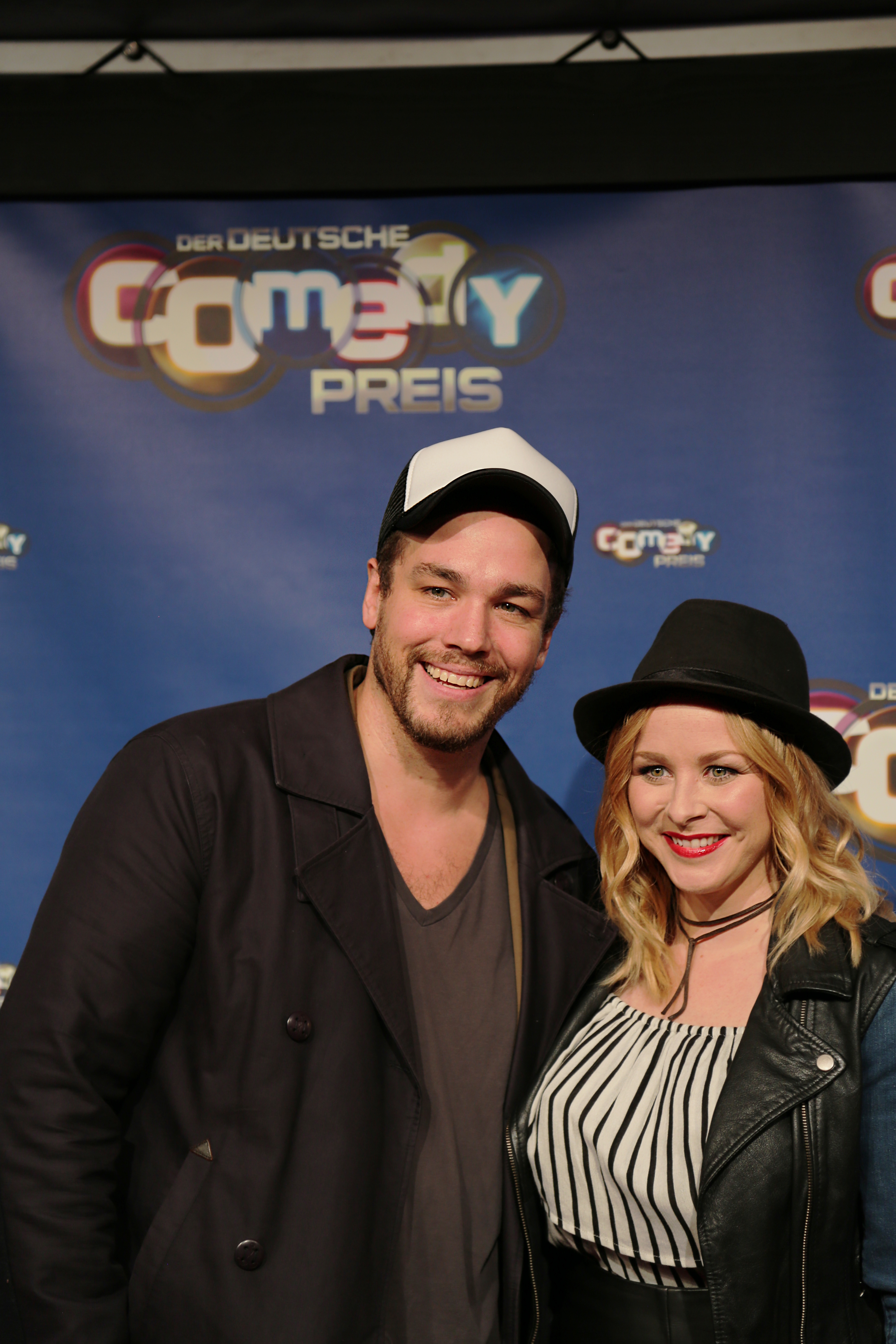
Jan van Weyde mit Ehefrau Jasmin Schwiers, 2017

Jan van Weyde (* 6. Juli 1979 in Bonn; bürgerlich Jan Sluyterman van Langeweyde) ist ein deutscher Schauspieler, Comedian und Synchronsprecher.

## Leben und Karriere
Jan van Weyde wuchs in Buschhoven, einem Ortsteil von Swisttal auf.
Er besuchte das Gymnasium Vinzenz-Pallotti-Kolleg in Rheinbach. Von 1999 bis 2000 studierte er am „Acting Class College“ in Chicago, von 2001 bis 2003 an der Arturo Schauspielschule. 2004 ging van Weyde an die Film Acting School in Köln. 2003 moderierte er Interaktiv auf VIVA.
Von 2005 bis 2007 war van Weyde in der ARD-Telenovela Sturm der Liebe erstmals in der Rolle des „Xaver Steindle“ zu sehen. Nachdem es 2009 bereits zu zwei kurzen Gastauftritten gekommen war, gehörte die Figur von 2011 bis 2013 wieder zu den Handlungsträgern der Serie. Auch in den Jahren 2014 und 2015 war er kurzzeitig wieder als „Xaver Steindle“ zu sehen.
Seit 2015 tritt er als Stand-Up Comedian auf den Bühnen Deutschlands auf. 2016 war er Teilnehmer beim RTL Comedy Grand Prix. Seit 2017 ist er im Vorprogramm von Carolin Kebekus zu sehen. Seit Dezember 2018 betreibt er zusammen mit David Kebekus den wöchentlich erscheinenden Podcast Lass hör’n. Seit Dezember 2020 gehört er zum festen Ensemble der Comedysendung Binge Reloaded auf Amazon Prime Video. 2023 war er in der vierten Staffel von LOL: Last One Laughing zu sehen.
Van Weyde lebt in Köln und ist mit der Schauspielerin Jasmin Schwiers verheiratet. Das Paar hat zwei Töchter (* 2014 und * 2019).

## Filmografie (Auswahl)

### Kino
- 2014: Nicht mein Tag
- 2015: Halbe Brüder
- 2017: Schatz, nimm du sie!
- 2019: Der Letzte Bulle
- 2022: Die Geschichte der Menschheit – leicht gekürzt (nur Stimme)
- 2025: Das Kanu des Manitu

### Fernsehen
- 2002: Verbotene Liebe
- 2003: Schulmädchen
- 2006: Wilsberg – Falsches Spiel
- 2008: Alarm für Cobra 11 – Die Autobahnpolizei
- 2005–2007, 2009, 2011–2015: Sturm der Liebe
- 2016: Der RTL Comedy Grand Prix
- seit 2020: Binge Reloaded
- 2023: LOL: Last One Laughing (Staffel 4)
- 2024: The 50
- 2025: Ghosts (Fernsehserie)
- 2025: LOL: Last One Laughing (Staffel 6, Gastauftritt)

## Theater (Auswahl)
- 2003: Kabale und Liebe
- 2003: Ace Ventura
- 2004: Romeo und Julia

## Auszeichnungen
- 2020: Hamburger Comedy Pokal
- 2021: St. Ingberter Pfanne (Preis der Kulturministerin)[6]
- 2021: Lorscher Abt, Publikumspreis[7]
- 2021: Das große Kleinkunstfestival, Jury- und Publikumspreis[8]